# Лейк Тауншип (округ Вейн, Пенсільванія)
Лейк Тауншип (англ. Lake Township) — селище (англ. township) в США, в окрузі Вейн штату Пенсільванія. Населення — 4850 осіб (2020).

## Демографія
Згідно з переписом 2010 року, у селищі мешкало 5269 осіб у 2156 домогосподарствах у складі 1511 родини. Було 4009 помешкань
Расовий склад населення:
| - 96,0 % — білих - 1,6 % — чорних або афроамериканців - 0,4 % — азіатів - 0,2 % — корінних американців |

До двох чи більше рас належало 1,1 %. Частка іспаномовних становила 2,9 % від усіх жителів.
За віковим діапазоном населення розподілялося таким чином: 19,0 % — особи молодші 18 років, 57,8 % — особи у віці 18—64 років, 23,2 % — особи у віці 65 років та старші. Медіана віку мешканця становила 49,0 року. На 100 осіб жіночої статі у селищі припадало 95,7 чоловіків;  на 100 жінок у віці від 18 років та старших — 94,4 чоловіків також старших 18 років.
Середній дохід на одне домашнє господарство  становив 65 767 доларів США (медіана — 55 991), а середній дохід на одну сім'ю — 71 783 долари (медіана — 60 667). Медіана доходів становила 42 790 доларів для чоловіків та 31 820 доларів для жінок. За межею бідності перебувало 5,9 % осіб, у тому числі 3,5 % дітей у віці до 18 років та 3,0 % осіб у віці 65 років та старших.
Цивільне працевлаштоване населення становило 2093 особи. Основні галузі зайнятості: освіта, охорона здоров'я та соціальна допомога — 21,5 %, роздрібна торгівля — 13,0 %, будівництво — 10,8 %, публічна адміністрація — 9,4 %.